# Куп домаћих нација 1886.
Куп домаћих нација 1886. (службени назив: 1886 Home Nations Championship) је било 4. издање овог најелитнијег репрезентативног рагби такмичења Старог континента.
Прво место су поделили Енглеска и Шкотска.

## Такмичење
Енглеска - Велс 2-1
Велс - Шкотска 0-2
Ирска - Енглеска 0-1
Шкотска - Ирска 4-0
Шкотска - Енглеска 0-0

## Табела
|   | Селекција                     | ИГ | Д | Н | И | ПД | ПП | ПР | Б |  |
| - | ----------------------------- | -- | - | - | - | -- | -- | -- | - |  |
| 1 | Рагби репрезентација Шкотске  | 3  | 2 | 1 | 0 | 6  | 0  | +6 | 5 |  |
| 1 | Рагби репрезентација Енглеске | 3  | 2 | 1 | 0 | 1  | 1  | 0  | 5 |  |
| 3 | Рагби репрезентација Велса    | 2  | 0 | 0 | 2 | 1  | 3  | -2 | 0 |  |
| 3 | Рагби репрезентација Ирске    | 2  | 0 | 0 | 2 | 0  | 4  | -4 | 0 |  |